# Вальдбюттельбрунн
Вальдбюттельбрунн (нем. Waldbüttelbrunn) — община в Германии, в земле Бавария. 
Подчиняется административному округу Нижняя Франкония. Входит в состав района Вюрцбург. Население составляет 5032 человека (на 31 декабря 2010 года). Занимает площадь 19,10 км².
Община подразделяется на 2 сельских округа.

## Население
По оценке на 31 декабря 2015 года население общины Вальдбюттельбрунн составляет 4866 чел. 

| Дата      | 1840 | 1871 | 1900 | 1925 | 1939 | 1950 | 1961 | 1970 | 1987 | 2011 |
| --------- | ---- | ---- | ---- | ---- | ---- | ---- | ---- | ---- | ---- | ---- |
| Население | 953  | 1146 | 1556 | 1982 | 2323 | 3006 | 3174 | 3468 | 4066 | 4864 |

| Год       | 1960 | 1970 | 1980 | 1990 | 2000 | 2009 | 2010 | 2011 | 2012 | 2013 | 2014 | 2015 |
| --------- | ---- | ---- | ---- | ---- | ---- | ---- | ---- | ---- | ---- | ---- | ---- | ---- |
| Население | 3090 | 3457 | 3895 | 4226 | 4774 | 5045 | 5032 | 4851 | 4876 | 4892 | 4871 | 4866 |